# Гноевой, Николай Васильевич
Николай Васильевич Гноевой (24 августа 1922 год, село Святославка — январь 1998 год) — советский казахский партийный и государственный деятель, первый секретарь Урицкого райкома Компартии Казахстана, Кустанайская область, Казахская ССР. Герой Социалистического Труда (1972).

## Биография
Родился в 1922 году в крестьянской семье в селе Святославка (сегодня — Карабалыкский район Костанайской области). После окончания семилетки поступил в Казахстанский техникум механизации сельского хозяйства. С 1939 года — заведующий зернохранилища Актюбинского семеноводческого хозяйства в селе Белоглиновка Карабалыкского района. В 1940 году призван на срочную службу в Красную Армию. Участвовал в Великой Отечественной войне. Командовал артиллерийской батареей. Получил тяжёлое ранение во время Курской битвы. После штурма Берлина был назначен комендантом города Шверин. После демобилизации в 1947 году возвратился в Казахстан.
В 1947 году назначен заведующим отделом Пешковского райисполкома. С 1952 года служил в Туркестанском военном округе.
С 1956 года на различных партийных и государственных должностях:
- С 1956 по 1961 года председатель исполкома Пешковского, Комсомольского, Карабалыкского, Убаганского и Урицкого райсоветов.
- С 1961 по 1970 — начальник Урицкого районного производственного управления сельского хозяйства.
- С 1970 года — первый секретарь Урицкого райкома Компартии Казахстана.

Будучи первым секретарём Урицкого райкома партии занимался организацией сельского хозяйства в Урицком районе. Указом Президиума Верховного Совета СССР N 3630-VIII «О присвоении звания Героя Социалистического Труда передовикам сельского хозяйства Казахской ССР» от 13 декабря 1972 года за успехи, достигнутые в увеличении производства и продаже государству сельскохозяйственной продукции удостоен звания Героя Социалистического Труда с вручением ордена Ленина и золотой медали «Серп и Молот».
В 1983 году вышел на пенсию. Скончался в январе 1998 года.

## Награды
- Орден Ленина — дважды (1972)
- Орден Красной Звезды (1943)
- Орден Отечественной войны 1 (1985) и 2 (1944) степеней
- Орден Трудового Красного Знамени — трижды (1966,1971,1976)
- Орден «Знак Почёта» (1957)
- Медаль «За освобождение Варшавы»
- Медаль «За взятие Берлина»
- Почётный гражданин посёлка Урицкий (1988)